# Baldur’s Gate III
Nem összetévesztendő a kiadatlan Baldur's Gate III: The Black Hound című játékkal.
A Baldur's Gate III egy szerepjáték, melyet a Larian Studios fejlesztett és adott ki 2023-ban. A Baldur's Gate sorozat következő epizódja, mely 22 évvel a legutolsó rész után jelent meg, és amely a Dungeons & Dragons szabályrendszert használja. A játék már 2020 óta kipróbálható volt "early access" módban Windowson, MacOS-en és a Google Stadia rendszerén, végül ez utóbbi nem jelent meg a szolgáltatás megszűnése miatt. A Baldur's Gate III kritikai és közönségsiker lett, főként a játékmenet, a történet, az elérhető tartalmak és a választási lehetőségek miatt.

## Játékmenet
A Baldur's Gate III egy egyjátékos és kooperatív többjátékos módban is játszható szerepjáték. Akárcsak a korábbi részekben, egy vagy több csapattárs generálására van lehetőségünk, akikkel együtt kalandozhatunk, ezek közül egyet emelhetünk ki a többjátékos módba. A játékmenet valós idejű, de a háttérben mégis körökre osztott, hasonlóan a korábbi részekhez illetve a Larian más játékaihoz (Divinity: Original Sin). A játék a Dungeons & Dragons szabályrendszer ötödik kiadásának szabályain alapul.

## Cselekmény
A történet Völgyi Időszámítás (DR) szerinti 1492-ben játszódik, kb. 120 évvel a Baldur's Gate II: Throne of Bhaal eseményei után, és hónapokkal a "Baldur's Gate: Descent Into Avernus" című kaland után. A cselekmény részben kötött, azaz a fő sztorielemek rögzítve vannak, de a mellékküldetések teljesítésének függvényében esetlegesen más irányt is vehet a történet. Induláskor indíthatunk egy új karaktert, vagy választhatunk is egyet a hat előre elkészített közül, esetleg személyre szabhatunk egy hetediket. Ez azért fontos, mert a különféle hősöknek esetleg más küldetéseik vannak.
Az első fejezetben a főhősünk egy repülő hajón tér magához, amelyen elmenyúzóvá alakítják át illithid paraziták a foglyokat. Mielőtt a transzformáció végbemenne, a hajót githyanki harcosok és vörös sárkányaik támadják meg. A hajó menekülőre fogja, és keresztülrepül több dimenzión, köztük Avernuson, a Kilenc Pokol egyikén. A főhősünk átveszi a hajó felett az irányítást és visszajut Faerûnba, ahol hajótörést szenved. Miközben megoldást keres arra, hogy eltávolítsa magából a parazitát, találkozik más túlélőkkel is, akik hasonló gondokkal küzdenek, és ezért a csapattársai lesznek. Az első fejezet nagyjából erről szól, illetve Emerald Grove sorsáról, ahol druidák és és Ekturel városának menekültjei kénytelenek szembenézni a goblinhordákkal, akik egy közeli templomból özönlenek. Egy különös erő, ami onnan árad, majdnem letaglózza csapatunkat, ám egyik csapattársunk, Shadowheart birtokában van egy prizma, ami visszaveri azt – mint kiderül, a githyanki sereg is ezt keresi. Függetlenül attól, hogy mi lesz Emerald Grove sorsa, a csapatnak Moonrise Towers irányába, ahol talán meglelhetik az orvosságot, amit keresnek.
A második fejezet Moonrise Towers és környéke körül játszódik. Valamikor ez egy békés, jól prosperáló vidék volt, de a sötétség elkezdte bekebelezni, és csak mágikus úton lehet legyőzni. Az Utolsó Fény névre hallgató fogadó az egyetlen az egész környéken, amely még mentes a romlástól, és épp ezért számos kalandozó menedéke. Őket Jaheira vezeti, aki a Baldur's Gate korábbi epizódjaiból lehet ismerős. A fogadót egy Isobel nevű pap varázslata tartja biztonságban, aki történetesen Moonrise urának feltámasztott lánya, és a halálesetnek közvetetten köze van az átokhoz is. Hőseink feladata egy bizonyos Nightsong megkeresése, amelyről kiderül, hogy nem varázstárgy, hanem egy bebörtönzött angyalvérű, Dame Aylin. Moonrise ura, Ketheric Thorm fogatta el, mert ő Selune holdistennő lánya, és a halhatatlanságát akarta felhasználni. Csak rajtunk áll, hogy megöljük vagy megmentjük az életét, és ennek a cselekmény további alakulása szempontjából van nagy jelentősége. Végül össze kell csapnunk Kethericcel és társaival (Vörös Orin, Bhaal Kiválasztottja és Enver Gortash, Bane Kiválasztottja), akik együtt felügyelik az Abszolútot, ami egyfajta kollektív tudattal rendelkező agy, amely a hőseink fejébe is bemászó illithid parazitákat irányítja. Orin és Gortash elmenekülnek az aggyal, Ketheric pedig szembeszáll velünk.
A harmadik fejezet Baldur Kapuja és Rivington környezetében játszódik. Orin és Gortash megpróbálják egymást kijátszani, a mi felhasználásunkkal. Ekkor lehet teljesíteni a karaktereink mellékküldetéseit is, és ekkor derül ki, hogy miért is olyan fontos a már említett prizma. Ebben lakozik ugyanis a Császár névre hallgató renegát illithid, aki Orpheust, az első githyanki királynőnek a rendkívüli erővel rendelkező fiát tartja börtönben. Orpheus az, aki közvetetten segített a rejtélyes erő legyűrésében a játékosnak. A feladat végül az agy megtalálása és legyőzése, és a meghozott döntéseinknek megfelelően alakul ezután a végjáték.

## Fejlesztés
Az eredeti Baldur's Gate játékokat a BioWare fejlesztette és az Interplay adta ki 1998-2001 között. A cég licenszelte a Dungeons & Dragons jogait, ezek felhasználásával hozta létre az Infinity Engine nevű grafikus motort, amelyre nemcsak a Baldur's Gate-sorozat, de más szerepjátékok is épültek ekkoriban (Planescape: Torment, Icewind Dale, Icewind Dale II). A Black Isle Studios kezdte el fejleszteni, már új grafikus motorral (Jefferson Engine) a harmadik epizódot, azonban a Baldur's Gate III: The Black Hound fejlesztését 2003-ban az Interplay csődközeli helyzete miatt leállították, hasonlóan az ugyanezen grafikus motort használó, Van Buren kódnevű Fallout 3-hoz. Az elkövetkező években a BioWare csapata átigazolt az Atarihoz, az Interplay pedig 2008-ig elveszítette a Dungeons & Dragons jogokat, tehát már semmiképpen nem készíthetett volna folytatást. Az Atari adta ki a jogok birtokában a Neverwinter Nights és Neverwinter Nights 2 játékokat. Közben a Dungeons & Dragons szellemi tulajdonának tulajdonjoga is megváltozott, ugyanis az eredetileg azt birtokló TSR-t felvásárolta a Wizards of the Coast.
A Baldur's Gate játéksorozat jogai is több kézen keresztülmentek. Először Brian Fargo próbált meg lecsapni rájuk, aki az Interplay és az InXile Entertainment alapítója is, majd az a Feargus Urquhart, aki a Black Isle Studios alapító tagja és vezetője volt, majd később az Obsidian Entertainmenté. Majdnem egy évtizedig keresték a lehetőségét a folytatásnak, és az Obsidian a 2000-es évek végén majdnem lehetőséget is kapott rá, de különféle pénzügyi okok miatt erre nem kerülhetett sor.
Aztán a Wizards of the Coast-ot 2014-ben megkereste a Larian Studios, amelyik épp akkor fejezte be a "Divinity: Original Sin" című szerepjátékát. A Wizards of the Coast ekkor még elhárította a megkeresést, mondván a fejlesztőcsapat még kezdő a szakmában, ezért egy ilyen licenszet nem bíznának rájuk, majd 2017-ben, a Divinity második részének megjelenésekor győződtek meg arról, hogy érdemes lehet. A Larian elvállalta a folytatás elkészítését.
A játék a D&D szabályrendszer ötödik kiadásának szabályait használja, természetesen a szükséges mértékben átalakítva azért, hogy számítógépes játékban is működjenek. Többek között a harcrendszer hangsúlyosabb lett, mint a papíralapú játékban. Először a 2019-es E3-on mutatták be a programot azzal, hogy a Google legújabb szolgáltatásának, a Google Stadiának is az egyik húzóneve lesz. Ízelítőként megjelent ebben az évben a "Descent Into Avernus" című játékkönyv is, amely a játék történetének papír alapon játszható előzménye. 2020-ban bejelentették, hogy macOS-re is megjelenik a játék.
2020 októberében elindult az "early access" tesztüzemmód, melynek keretében csak az első fejezet volt elérhető, a térkép egyötöde, körülbelül 25 óra játékidővel. Az ezt követő időszakban, a visszajelzések alapján fejlesztették a játékot. Az ekkor létrehozott mentésfájlok inkompatibilisek a végső változattal.
Mivel 2023 januárjában a Google Stadia megszűnt, ezért ezt a változatot visszavonták. Az év augusztusában jelent meg a játék végleges verziója PC-re, szeptember legelején pedig macOS-re és PlayStation 5-re. Az Xbox-változat megjelenése körül voltak problémák, ugyanis a játéknak kompatibilisnek kellett volna lennie az Xbox Series S változattal is, de a gyengébb hardver miatt az osztott képernyős megjelenítés lehetetlen volt. Csak ennek kiküszöbölése után készülhetett el ez a változat is.